# Cut Throat
I Cut Throat sono stato un gruppo heavy metal statunitense, formatosi a Los Angeles nel 1997.

## Storia del gruppo
Il gruppo è stato fondato nel 1997 dal cantante Sean Okin e dal chitarrista Ken Snyder.Sono stati pubblicati in pochi mesi due demo che non hanno portato particolare fortuna al gruppo. Una parte importante in ciò, è stato anche il modo di porsi da parte dei membri, dichiaratamente "anti grunge e kickass heavy metal" (parole di Sean Okin). Gli eccessi portano comunque la band ad una certa notorietà (limitata però nei dintorni della California). Si moltiplicano i concerti di supporto a gruppi quali Sebastian Bach, Yngwie Malmsteen, Flotsam And Jetsam e la band pubblica nel 1998 il primo album omonimo. La casa discografica (Sore Throat Production) è una casa minore e l'album viene distribuito esclusivamente negli Stati Uniti. Le vendite, nonostante gli apprezzamenti degli estimatori del genere, sono abbastanza deludenti. Nel 1999 e nel 2000 vengono effettuati numerosi concerti negli Stati Uniti. Il gruppo non riesce ad approdare in Europa, anche e soprattutto per mancanza di pubblicità. Nel 2001 esce "Slave", secondo e ultimo album del gruppo. Si registra un sensibile miglioramento nelle vendite, rispetto al primo album, ma paradossalmente l'attività della band si fa sempre più rara. Si moltiplicano i progetti solista. Nel 2003 Ken Snyder pubblica One, seguito da Nevermore nel 2005. Sean Okin lascia il gruppo, rimpiazzato da Lucienne Thomas. Da allora non è stato più pubblicato alcun materiale inedito.

## Stile musicale
I Cut Throat suonano un heavy metal prettamente americano, scevro da ogni contaminazione power in stile europeo. Le origini della loro musica si trovano piuttosto nello sleaze metal, semplicemente con sonorità molto più violente. Il riffing è massiccio e i ritmi piuttosto incalzanti, anche se le canzoni sono prevalentemente mid-tempo.

## Formazione

### Ultima
- Lucienne Thomas - voce
- Ken Snyder - chitarra
- Darwin DeVitis - chitarra
- John Anderson - basso
- Ramsay Bisharah - batteria

### Ex componenti
- Sean Okin - voce
- J.D. Wagner - batteria

## Discografia
- 1998 - Cut Throat
- 2001 - Slave